# ソコル (ヴォログダ州)
座標: 北緯59度27分43秒 東経40度07分19秒 / 北緯59.461826度 東経40.12207度

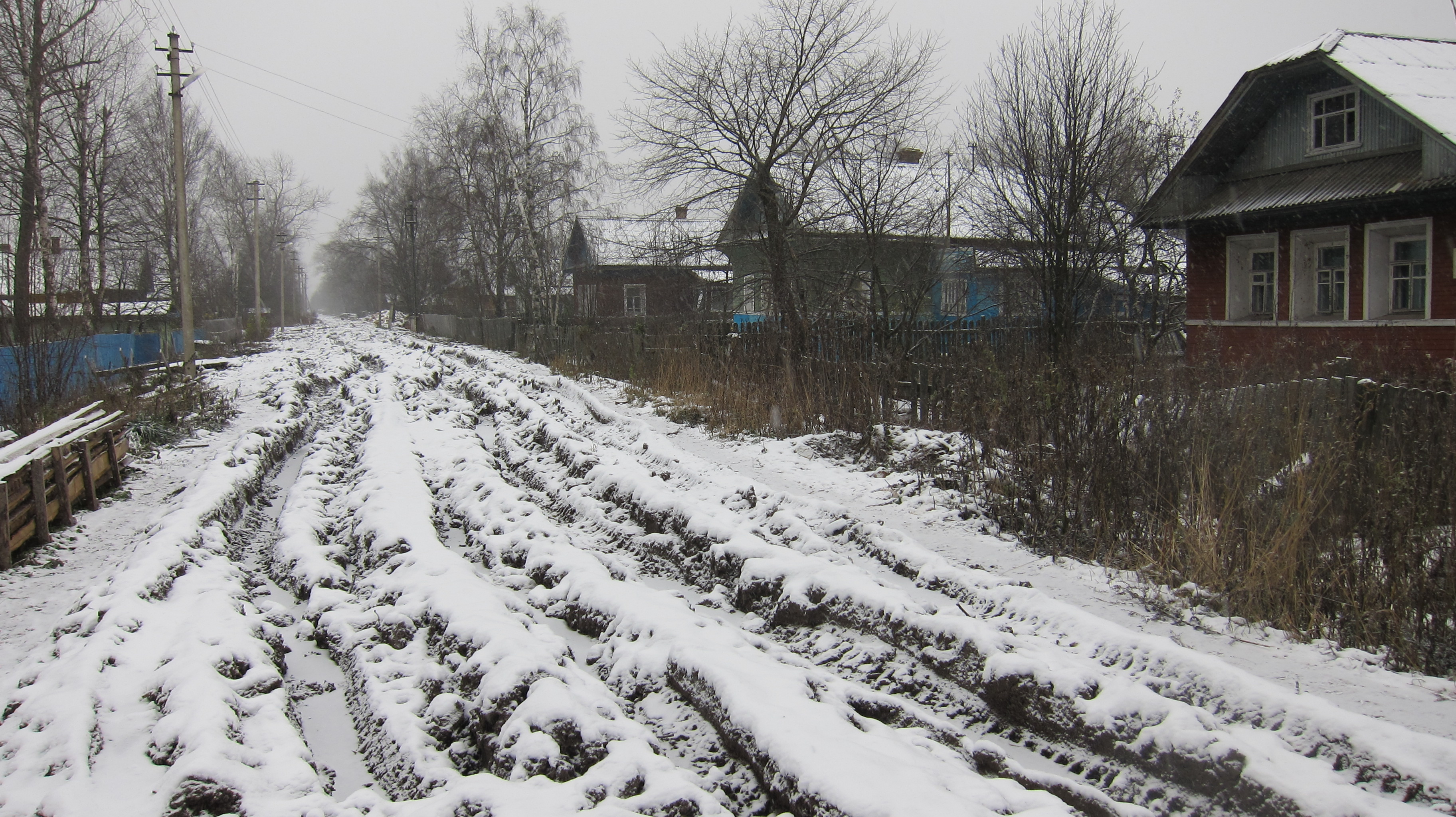

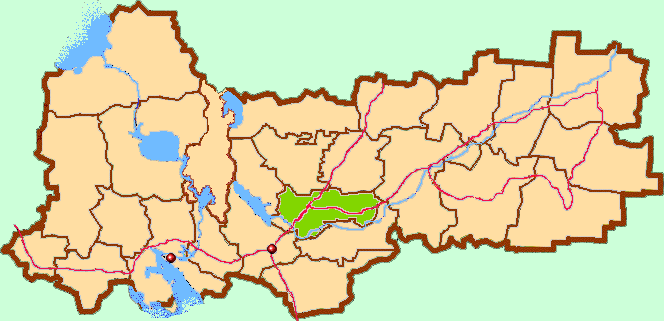
ソコル県の位置

ソコル（Сокол, Sokol）は、ロシア連邦ヴォログダ州の都市。人口は3万4742人（2021年）。州都ヴォログダから北に約35km、スホナ川に面する。
記録によれば、1615年には現在の場所にソコロヴォと呼ばれる集落があった。1897年に製紙工場の建設が始まり、人口の増加が始まった1932年に都市として登録された。

## 姉妹都市
- ヴァルケアコスキ（ フィンランド）
- トゥタエフ（ ロシアヤロスラヴリ州）